# Hear Nothing, See Nothing, Say Nothing
Albums de Discharge
Why ? Grave New World
Hear Nothing, See Nothing, Say Nothing est le deuxième album du groupe de crust punk/metal britannique Discharge. Sorti en 1982, il symbolise la deuxième vague du punk britannique, avec City Babies Attacked By Rats, de GBH (1982) et Punks Not Dead, de The Exploited (1981). Il a été réédité en 2003 par le label Captain Oi!, avec des bonus.

## Liste des chansons de l'album
1. Hear Nothing, See Nothing, Say Nothing - 1:30
2. The Nightmare Continues - 1:48
3. The Final Blood Bath - 1:39
4. Protest And Survive - 2:13
5. I Won't Subscribe - 1:36
6. Drunk With Power - 2:44
7. Meanwhile - 1:27
8. A Hell On Earth - 3:53
9. Cries Of Help - 1:05
10. The Possibility Of Life's Destruction - 1:14
11. Question:And Children? Answer:And Children - 1:46
12. The Blood Runs Red - 1:33
13. Free Speech For The Dumb - 2:15 (ce titre a notamment été repris par Metallica sur Garage Inc., en 1998)
14. The End - 2:31

Bonus de l'édition remastérisée :
1. Never Again - 2:23 (bonus extrait du single Never Again)
2. Death Dealers - 1:44 (bonus extrait du single Never Again)
3. Two Monstrous Nuclear Stockpiles - 1:09 (bonus extrait du single Never Again)
4. State Violence, State Control - 2:44 (bonus extrait du single State Violence, State Control)
5. Doom's Day - 2:39 (bonus extrait du single State Violence, State Control)
6. Warning - 2:49 (bonus extrait de l'album Warning: Her Majesty's Government Can Seriously Damage Your Health)
7. Where There Is A Will, There Is A Way - 2:06 (bonus extrait de l'album Warning: Her Majesty's Government Can Seriously Damage Your Health
8. In Defence Of Our Future - 2:07 (bonus extrait de l'album Warning: Her Majesty's Government Can Seriously Damage Your Health)
9. Anger Burning - 2:30 (bonus extrait de l'album Warning: Her Majesty's Government Can Seriously Damage Your Health)